# سانتا خوآنا
سانتا خوآنا (به اسپانیایی: Santa Juana) یک شهرستان در شیلی است که در استان کنسپسیون واقع شده‌است. سانتا خوآنا ۷۳۱٫۲ کیلومترمربع مساحت و ۱۳٬۲۲۸ نفر جمعیت دارد و ۵۰ متر بالاتر از سطح دریا واقع شده.